# Rochford (Worcestershire)
Pour les articles homonymes, voir Rochford (homonymie).
Rochford est une paroisse civile du Worcestershire, en Angleterre.